# Roger D. Kornberg

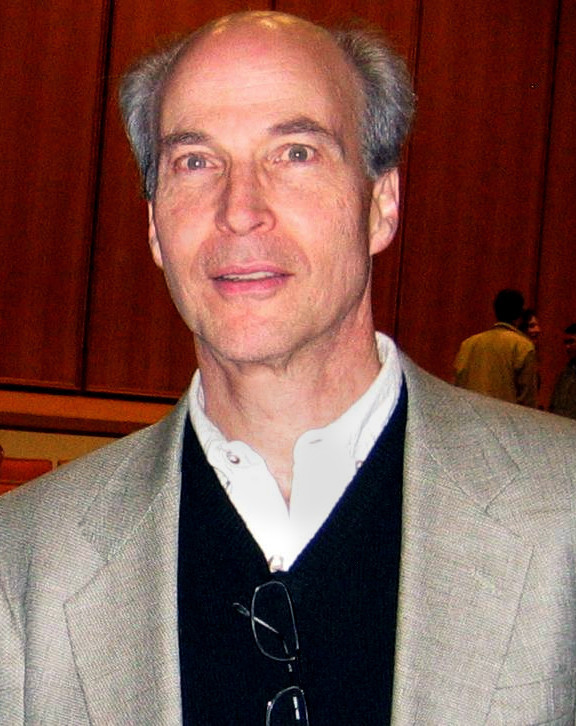
Roger D. Kornberg während der Würdigung an der Stanford University (2006)

Roger David Kornberg (* 24. April 1947 in St. Louis, Missouri) ist ein US-amerikanischer Biochemiker und Professor für Strukturbiologie an der Stanford University Medical School. Im Jahr 2006 wurde er mit dem Nobelpreis für Chemie ausgezeichnet.

## Leben
Kornberg ist das Älteste von drei Kindern der Biochemiker Sylvy und Arthur Kornberg, des Nobelpreisträgers für Medizin von 1959. 1967 schloss er sein Studium an der Harvard University mit einem Bachelor of Science ab, um dann für seine Doktorarbeit nach Stanford zu wechseln, wo er 1972 bei Harden M. McConnell mit der Arbeit The diffusion of phospholipids in membranes promoviert wurde. Kornberg ging daraufhin zu einem Postdoc-Aufenthalt nach Cambridge. 1976 wurde er Assistant Professor (etwa: dt. Juniorprofessor) an der Harvard Medical School und kehrte 1978 für eine Professur in der Strukturbiologie nach Stanford zurück.
Im Jahr 2010 wurde er in die Leitung des russischen Innovationszentrums bei Skolkowo berufen.

## Wissenschaftliche Arbeit
Roger D. Kornberg wurde 2006 für seine Arbeiten zu den molekularen Grundlagen der eukaryotischen Transkription –  das ist die komplementäre Abschrift genetischer Information von Desoxyribonukleinsäure des Zellkerns auf Ribonukleinsäure-Einzelstränge – mit dem Nobelpreis für Chemie ausgezeichnet. Kornberg stieß auf die Probleme der Transkription, als er in den frühen 70er Jahren bei Francis Crick und Aaron Klug an der Universität Cambridge in England arbeitete. Bei seiner Forschung geht es insbesondere um das Enzym RNA-Polymerase, das die Synthese von Ribonukleinsäuren katalysiert. An der Aufklärung von Struktur und Wirkmechanismus dieses Enzymkomplexes war unter anderem auch Patrick Cramer während seiner Zeit als Postdoktorand in Kornbergs Labor beteiligt.
Den Nobelpreis für Medizin oder Physiologie des gleichen Jahres erhielt Andrew Z. Fire, sein Kollege an der Stanford University Medical School, gemeinsam mit Craig Mello für Forschungen auf dem Gebiet der RNA-Interferenz zu Verfahren der Gen-Silencing, mit denen sich die Ausprägung bestimmter Gene unterdrücken lässt.

## Auszeichnungen
- 1981: Eli Lilly Award in Biological Chemistry
- 1993: Mitglied der National Academy of Sciences
- 1997: Harvey-Preis der Technion
- 1999: Mitglied der American Academy of Arts and Sciences
- 2000: Gairdner Foundation International Award
- 2002: ASBMB-Merck Award
- 2002: Pasarow Award für Krebsforschung
- 2002: Prix Charles-Léopold Mayer
- 2002: Auswärtiges Mitglied (Foreign Associate) der European Molecular Biology Organization
- 2003: Massry-Preis
- 2005: General Motors Cancer Research Foundation’s Alfred P. Sloan, Jr. Prize
- 2006: Louisa-Gross-Horwitz-Preis
- 2006: Nobelpreis für Chemie
- 2008: Mitglied der American Philosophical Society
- 2009: Auswärtiges Mitglied der Royal Society
- 2012: Auswärtiges Mitglied der Academia Europaea[3]
- 2016: Auswärtiges Mitglied der Russischen Akademie der Wissenschaften[4]